# Verwoesting van Leuven (1914)

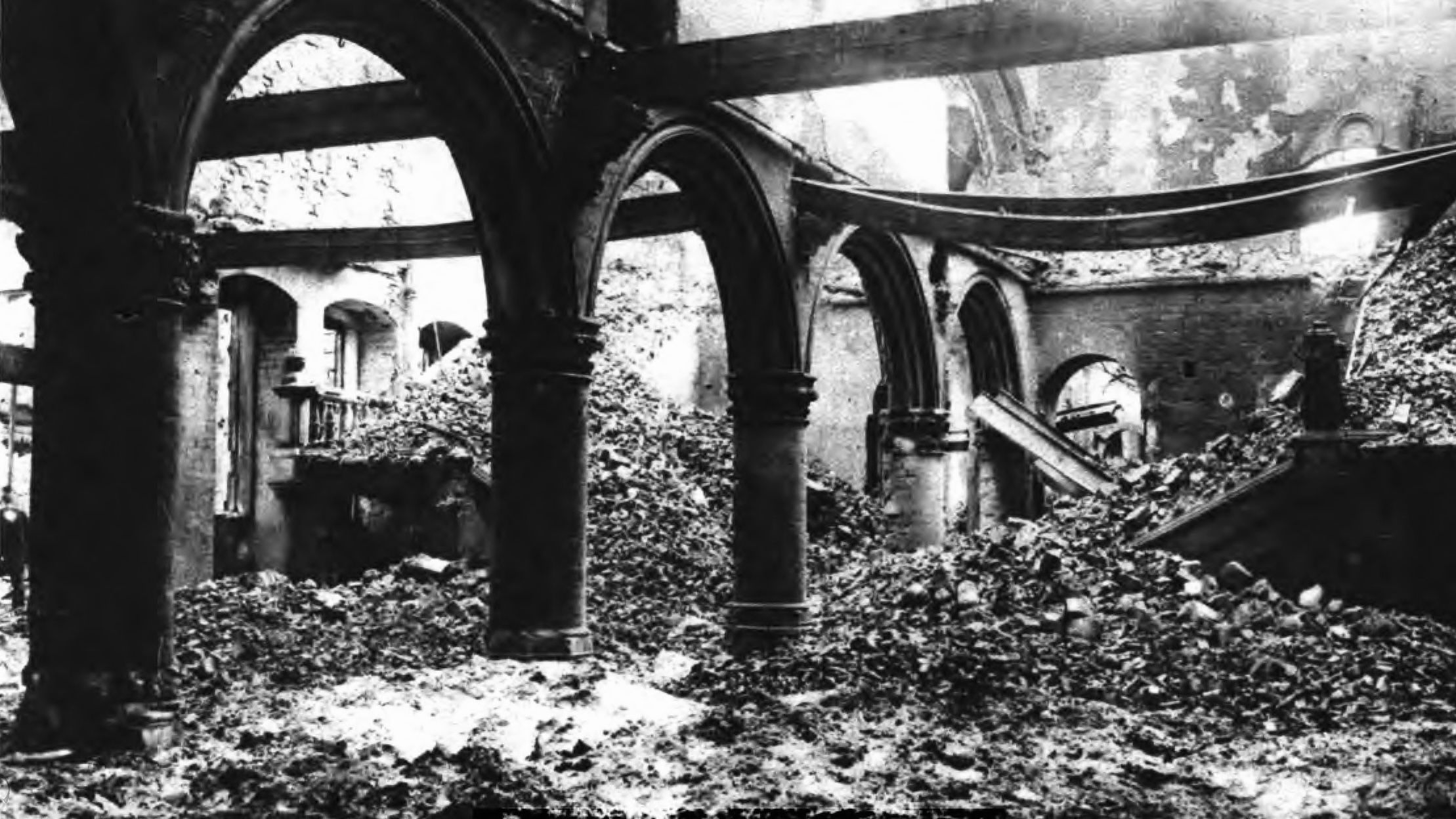
De universiteitsbibliotheek in 1915

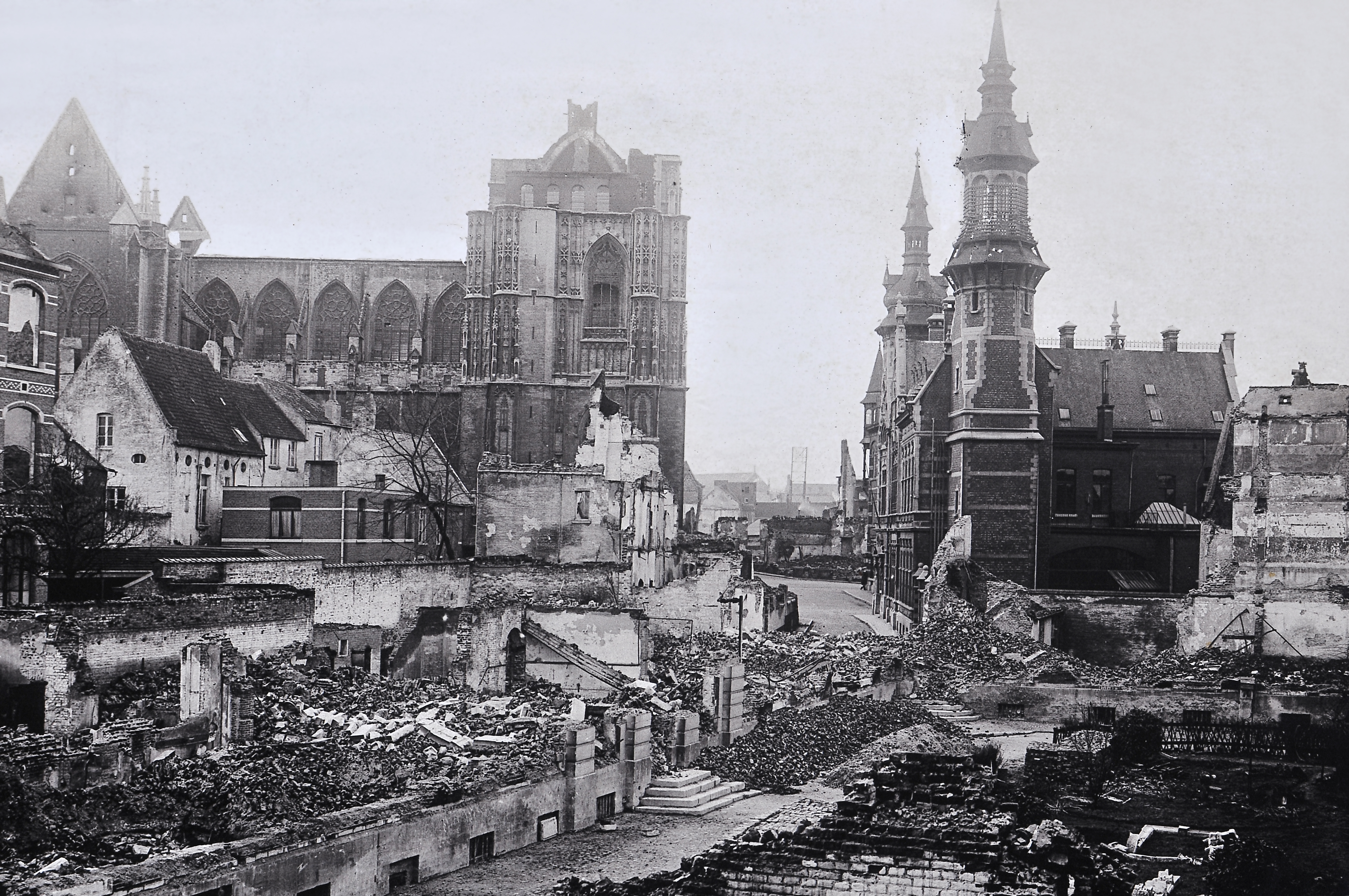
De ingestorte Sint-Pieterskerk en omgeving

De verwoesting van Leuven was een vernietigingsactie van het Duitse leger tijdens de invasie van België van 25 augustus tot 2 september 1914 aan het begin van de Eerste Wereldoorlog. Er werden ongeveer 1530 huizen en historische gebouwen platgebrand, minstens 272 burgers gedood en een veelvoud gedeporteerd naar gevangenenkampen. De Duitse propaganda stelde de verwoesting voor als een represaille tegen aanslagen door franc-tireurs, maar de geallieerden hechtten geen geloof aan deze versie en ook modern historisch onderzoek concludeert dat het ging om onuitgelokte terreur tegen de bevolking. Deze oorlogsmisdaden kaderden in een algemene strategie en werden ook op andere plaatsen gepleegd (zie onder meer Rape of Belgium).

## Verloop
Op 4 augustus 1914 waren de Duitsers België binnengevallen. Leuven was een open stad en werd op 19 augustus bereikt. Plaatscommandant Walter von Manteuffel kon zich erop verheugen dat de bezetting van de stad zonder weerstand was verlopen, maar elders in het land voerde het Belgisch leger op 25 augustus vanuit Antwerpen een flankaanval uit. De hardnekkige en niet verwachte tegenstand bedreigde het Schlieffenplan, dat op snelheid berustte. Het bericht ging rond dat er Engelse en Belgische soldaten onderweg zouden zijn. Aan het station kwamen Duitse soldaten onder vuur te liggen, hoogstwaarschijnlijk friendly fire.
In de avond van 25 augustus begonnen de Duitsers grootschalig geweld te gebruiken in Leuven. De soldaten drongen huizen binnen, schoten iedereen neer die ze gewapend vonden en staken de woningen in brand. Op straat waren er executies en schijnexecuties. Het nachtelijke vuur trof grote stadsdelen rond het station en in het centrum. Ook historische gebouwen werden geviseerd en in de as gelegd. Gebouwen die de bezetter nodig had werden beschermd en bleven intact: het stadhuis, het station en de post. Soldaten in brandwerende pakken reden karren met brandversnellers rond en bespoten er gevels mee. Elke dag ging een ander stadsdeel in de vlammen op. Op 27 augustus kondigden de Duitsers een bombardement aan dat over enkele uren de rest van Leuven zou wegvegen. Het dreigement dreef duizenden halsoverkop op de vlucht, maar werd niet uitgevoerd. De brand woedde tot 2 september. Op het einde was vooral Kessel-Lo aan de beurt.
Door toedoen van professor Lodewijk Scharpé kon de buurt van het Groot begijnhof gevrijwaard blijven van zinloze vernieling. De Leuvense Sint-Pieterskerk verloor haar dak, de kunstwerken binnen vielen ten prooi aan de vlammen. Het Laatste Avondmaal van Dirk Bouts was voorafgaandelijk geroofd en werd na de oorlog uit Duitsland gerecupereerd.
Een van de ergste vernielingen was die van de universiteitsbibliotheek. Naar schatting duizend handschriften, 800 incunabelen en 300.000 boeken, die de Katholieke Universiteit Leuven sinds haar oprichting in 1834 had verzameld, gingen verloren. Ook de stichtingsbul van de Oude Universiteit Leuven (1425-1797), die pas vijf jaar voordien naar Leuven teruggekeerd was, bleef in de vlammen.
Deze daad leverde de Duitsers de naam van respectloze 'barbaren' op en veroorzaakte over de gehele wereld een schok van ongeloof en woede.
Het resultaat van de actie: circa 1530 huizen werden helemaal verwoest en 272 burgers kwamen om, waaronder eenentwintig vrouwen, zes geestelijken en elf kinderen. Uit onderzoek van de drie massagraven bleek dat velen van kortbij waren afgemaakt met bajonetsteken en revolverschoten.

## Propagandastrijd
Op 28 augustus bracht een Londens persbureau de opzettelijke brandstichting in Leuven uit. De volgende dag reageerde de Duitse overheid via Wolffs Telegraphisches Bureau dat het een reactie was geweest op burgeraanslagen vanuit vensters en daken en dat er een straatgevecht had gewoed dat duidelijk gecoördineerd was met het militaire offensief vanuit Antwerpen.
De Belgische Regering gaf een andere, waarschijnlijk accuratere, beschrijving: het Belgische offensief had in het begin genoeg succes om een aantal Duitse eenheden op de vlucht te doen slaan, deze eenheden trokken zich terug op Leuven, ook al nadat het offensief gestrand was op een aantal kilometers van de oude universiteitsstad, in het donker zag de Duitse bezettingsmacht van Leuven de soldaten die naar de stad toe trokken als Belgen en openden het vuur, enkel na een bloedbad onder hun eigen mannen te hebben aangericht bemerkten ze dat ze geen Belgische soldaten tegenover zich hadden, mede omdat de Belgen al aan het terugtrekken waren naar Antwerpen. De woede en frustraties in het Duitse leger bereikten hierdoor het kookpunt. Handig gebruik makend van het franc-tireur-fabeltje waar de soldaten zo bang voor waren, gaf de Duitse legerleiding het bevel om Leuven te brandschatten.